# Rives-du-Couesnon
Rives-du-Couesnon est, depuis le 1er janvier 2019, une commune nouvelle dans le département français d'Ille-et-Vilaine en région Bretagne. 
Elle est issue de la fusion des communes de Saint-Georges-de-Chesné, Saint-Jean-sur-Couesnon, Saint-Marc-sur-Couesnon et Vendel.
Elle est peuplée de 2 919 habitants.

## Géographie

### Localisation
La commune est située dans le nord-ouest de la France, à l'est de la région Bretagne et dans le département d'Ille-et-Vilaine.
Rives-du-Couesnon est à environ 37 kilomètres de Rennes et à environ 49 kilomètres du Mont-Saint-Michel.
| Saint-Ouen-des-Alleux  | Saint-Hilaire-des-Landes Saint-Sauveur-des-Landes | La Chapelle-Saint-Aubert |
| Mézières-sur-Couesnon  | Rives-du-Couesnon                                 | Billé                    |
| Saint-Aubin-du-Cormier | Mecé                                              | Combourtillé             |

### Voies de communication et transports

#### Réseau routier[4]
L'autoroute A84 a été créée dans le but de relier Dunkerque à Biarritz en passant par Caen, Avranches, Saint-Aubin-du-Cormier et les alentours de la commune de Rives-du-Couesnon. Le passage de l'autoroute des estuaires a été un événement important pour la commune par les conséquences positives qu'il aura sur la population, sur l'économie et sur le patrimoine architectural et culturel.
Aujourd'hui, grâce à cette autoroute, la commune de Rives-du-Couesnon fait partie de la troisième ceinture de Rennes.

#### Réseau de transports en commun
Pour rejoindre Rennes il est possible de prendre la ligne de car 9A au départ de Saint-Jean-sur-Couesnon et Vendel.

### Hydrographie
Pour un article plus général, voir Réseau hydrographique d'Ille-et-Vilaine.
La commune est située dans le bassin Loire-Bretagne. Elle est drainée par le Couesnon, le Général, le ruisseau de Charles, le ruisseau de Riaudon, le ruisseau des Tourailles, le ruisseau du Pissot et l'Everre, et un autre petit cours d'eau,.
Le Couesnon, d'une longueur de 97 km, prend sa source dans la commune de Saint-Pierre-des-Landes et se jette  dans la Manche au niveau du Mont-Saint-Michel, après avoir traversé 25 communes. 

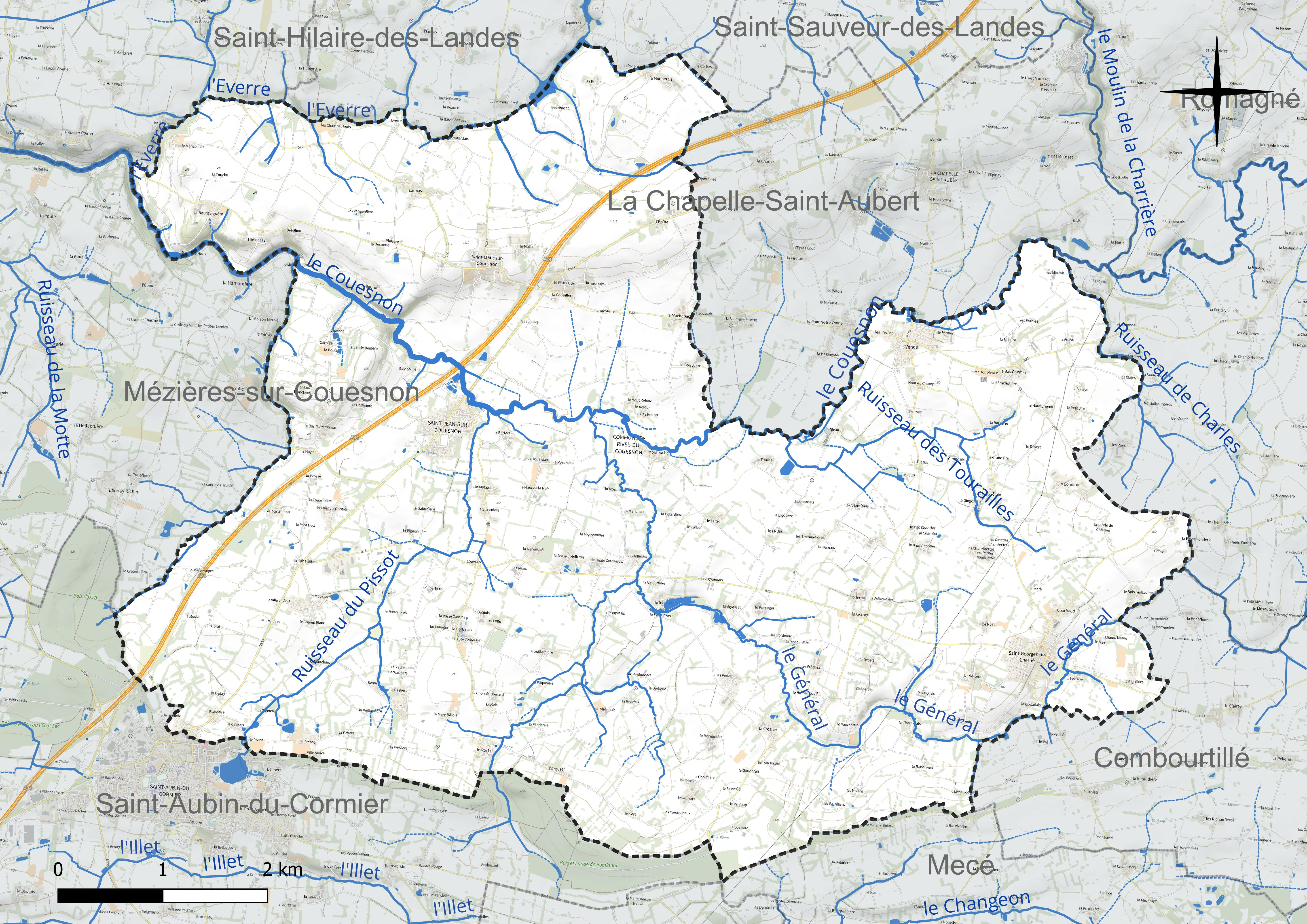
Réseau hydrographique de Rives-du-Couesnon.

Le Général, d'une longueur de 19 km, prend sa source dans la commune de Montreuil-des-Landes et se jette  dans le Couesnon sur la commune, après avoir traversé cinq communes. 

### Climat
Pour des articles plus généraux, voir Climat de la Bretagne et Climat d'Ille-et-Vilaine.
En 2010, le climat de la commune est de type climat océanique altéré, selon une étude du CNRS s'appuyant sur une série de données couvrant la période 1971-2000. En 2020, Météo-France publie une typologie des climats de la France métropolitaine dans laquelle la commune est exposée à un climat océanique et est dans la région climatique  Bretagne orientale et méridionale, Pays nantais, Vendée, caractérisée par une faible pluviométrie en été et une bonne insolation. Parallèlement l'observatoire de l'environnement en Bretagne publie en 2020 un zonage climatique de la région Bretagne, s'appuyant sur des données de Météo-France de 2009. La commune est, selon ce zonage, dans la zone « Intérieur Est  », avec des hivers frais, des étés chauds et des pluies modérées.  
Pour la période 1971-2000, la température annuelle moyenne est de 11,4 °C, avec une amplitude thermique annuelle de 12,7 °C. Le cumul annuel moyen de précipitations est de 795 mm, avec 12,8 jours de précipitations en janvier et 7,5 jours en juillet. Pour la période 1991-2020, la température moyenne annuelle observée sur la station météorologique la plus proche, située sur la commune de Fougères à 14 km à vol d'oiseau, est de 11,9 °C et le cumul annuel moyen de précipitations est de 939,1 mm,. Pour l'avenir, les paramètres climatiques de la commune estimés pour 2050 selon différents scénarios d'émission de gaz à effet de serre sont consultables sur un site dédié publié par Météo-France en novembre 2022.

## Urbanisme

### Typologie
Au 1er janvier 2024, Rives-du-Couesnon est catégorisée commune rurale à habitat dispersé, selon la nouvelle grille communale de densité à sept niveaux définie par l'Insee en 2022.
Elle est située hors unité urbaine. Par ailleurs la commune fait partie de l'aire d'attraction de Rennes, dont elle est une commune de la couronne,. Cette aire, qui regroupe 183 communes, est catégorisée dans les aires de 700 000 habitants ou plus (hors Paris),.

## Histoire
À l'initiative de Joseph Érard, maire de Saint-Georges-de-Chesné, l'idée est lancée au début de l'année 2018 de créer une commune nouvelle entre cinq communes regroupées depuis presque quarante ans dans un syndicat intercommunal de regroupement scolaire. Le conseil municipal de La Chapelle-Saint-Aubert décide cependant en avril 2018 de ne pas participer aux études préalables. La réflexion se poursuit cependant à quatre entre les communes de Saint-Georges-de-Chesné, Saint-Jean-sur-Couesnon, Saint-Marc-sur-Couesnon et Vendel.
À la suite des délibérations concordantes des conseils municipaux le 25 septembre 2018, la commune nouvelle est créée au 1er janvier 2019 par arrêté préfectoral du 17 octobre 2018.

## Politique et administration
| Nom                             | Code Insee | Intercommunalité       | Superficie (km2) | Population (dernière pop. légale) | Densité (hab./km2) |
| ------------------------------- | ---------- | ---------------------- | ---------------- | --------------------------------- | ------------------ |
| Saint-Jean-sur-Couesnon (siège) | 35282      | Fougères Agglomération | 18,32            | 1 223 (2021)                      | 67                 |
| Saint-Georges-de-Chesné         | 35269      | Fougères Agglomération | 11,62            | 706 (2021)                        | 61                 |
| Saint-Marc-sur-Couesnon         | 35293      | Fougères Agglomération | 12,05            | 576 (2021)                        | 48                 |
| Vendel                          | 35348      | Fougères Agglomération | 6,37             | 406 (2021)                        | 64                 |

### Liste des maires
| Période         | Période  | Identité        | Étiquette | Qualité |
| --------------- | -------- | --------------- | --------- | ------- |
| 10 janvier 2019 | En cours | David Lebouvier | DVD       |         |

Conformément à la loi, les 4 maires des communes historiques en sont maires délégués jusqu'aux élections municipales de 2020.

#### Liste des adjoints au maire[29]
- Joseph Érard (1er adjoint)
- Christelle Cornée (2e adjointe)
- Gilbert Léonard (3e adjoint)
- Corinne Gillette (4e adjointe)
- Joël Prigent (5e adjoint)
- Valérie Georgeault (6e adjointe)
- Christian Pasquet (7e adjoint)
- Véronique Pigeon (8e adjointe)

### Mairie
La mairie de Saint-Jean-sur-Couesnon a été choisie comme mairie principale pour cette commune nouvelle car il s'agit de la plus grande et de la mieux située. Les mairies des trois autres communes de Rives-du-Couesnon servent de mairies annexes.

## Population et société

### Démographie
L'évolution du nombre d'habitants est connue à travers les recensements de la population effectués dans la commune depuis sa création.
En 2022, la commune comptait 2 919 habitants, en évolution de +2,6 % par rapport à 2016 (Ille-et-Vilaine : +5,46 %, France hors Mayotte : +2,11 %).
| 2016  | 2017  | 2018  | 2022  |
| ----- | ----- | ----- | ----- |
| 2 845 | 2 858 | 2 871 | 2 919 |

## Culture locale et patrimoine

### Lieux et monuments

#### Monuments[31]
- Église Saint-Georges de Saint-Georges-de-Chesné : construite au XVIe siècle, en granit et grès.

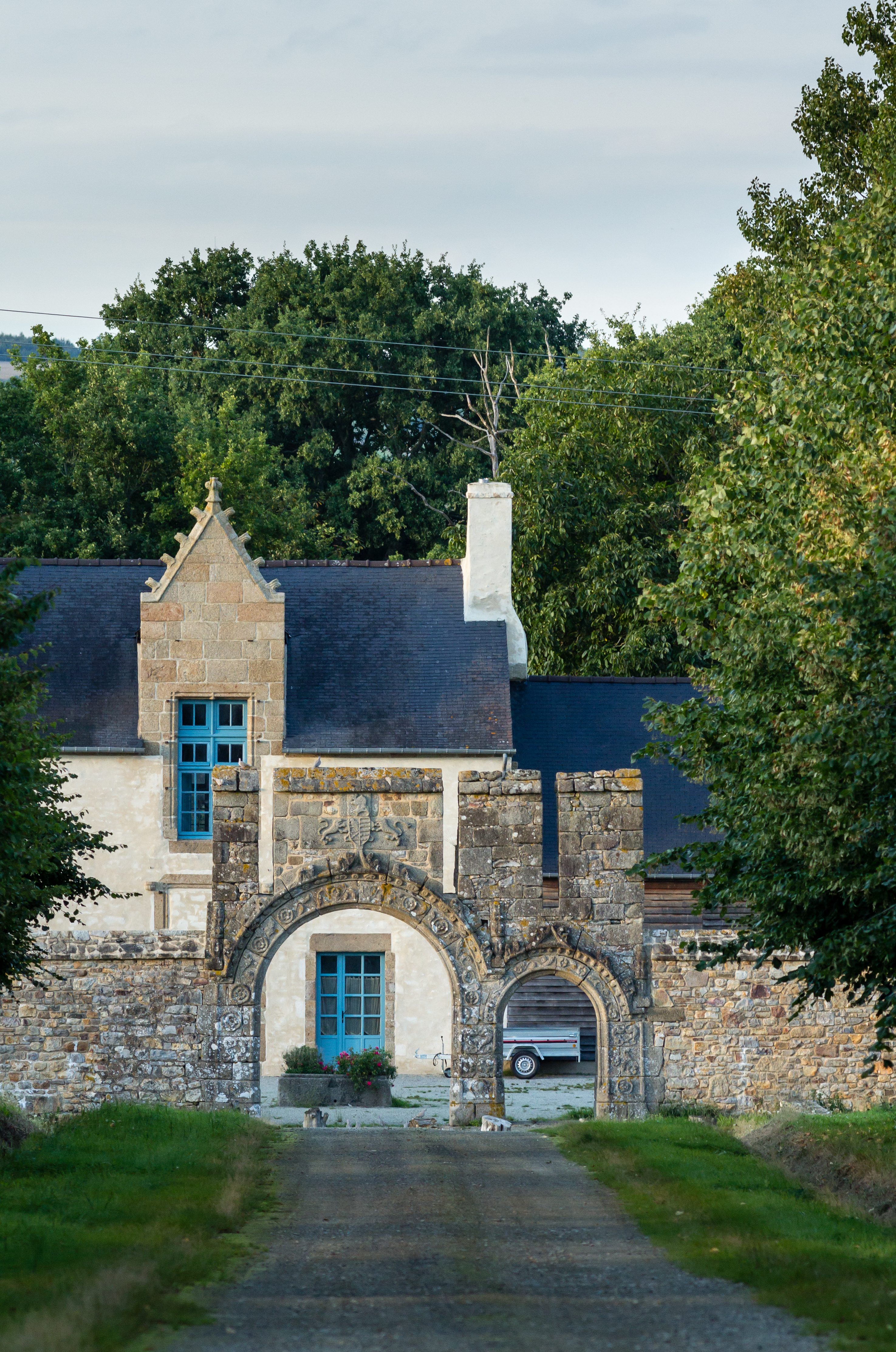
Le château de la Dobiais.
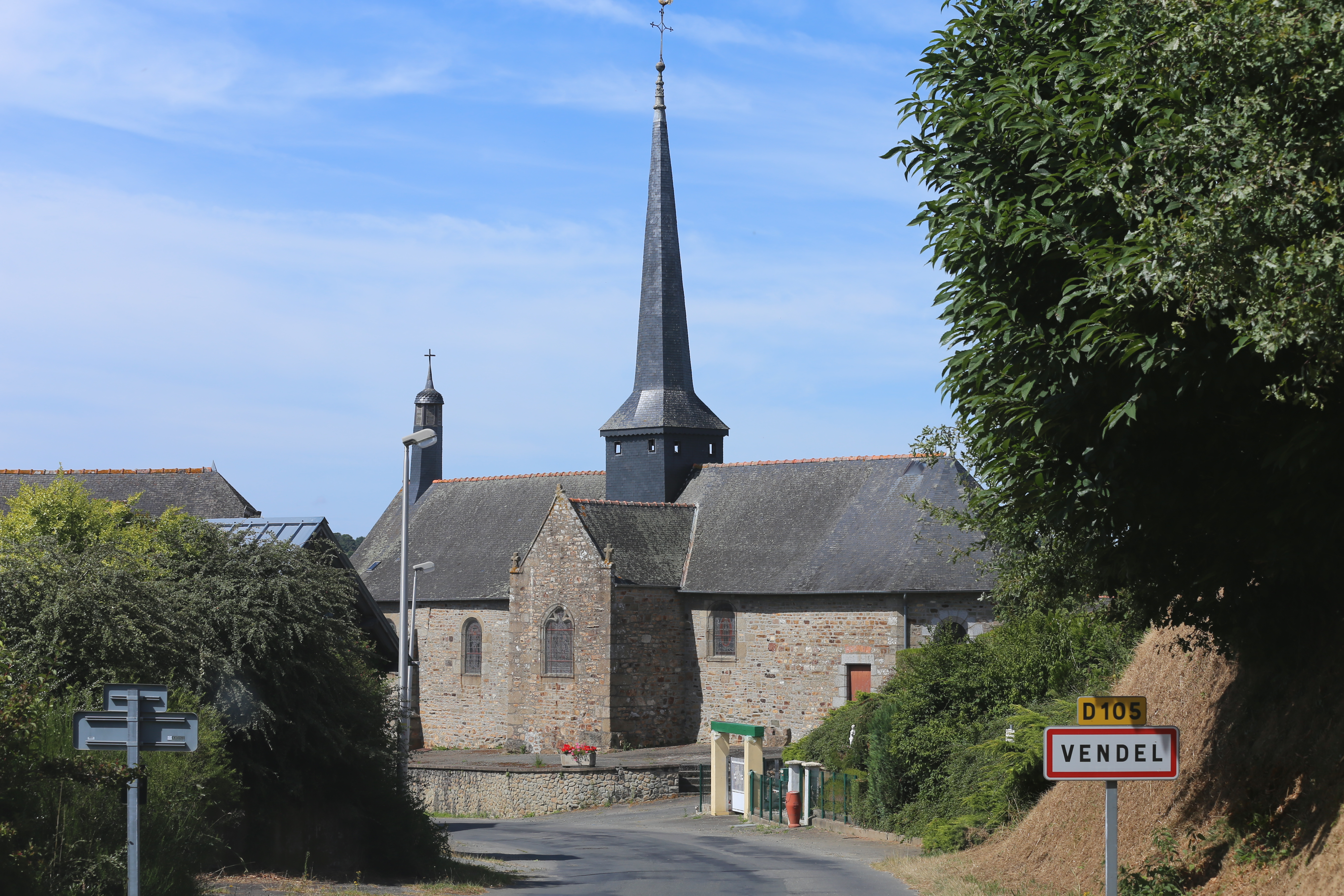
L'église Saint-Martin de Vendel.

- Le manoir des Molans de Saint-Georges-de-Chesné, construit au XVIe siècle est composé de granit.Ce manoir a appartenu à différentes familles, notamment aux Bussons au début du XVIe siècle. A la fin du XVIe siècle, le manoir appartenait aux seigneurs de La Dobiaye puis, en 1598, une garnison s'y installa sur les ordres de Montbarrot.
- Le manoir de la Dobiaye, construit au XVIIe siècle à partir de granit et grès, il s'agit d'une ancienne maison seigneuriale de la paroisse de Saint-Jean-sur-Couesnon.
- L'église Saint-Jean-Baptiste à Saint-Jean-sur-Couesnon (XVIIIe – XIXe siècles). Elle fut construite par les architectes Crespel et Jourdin, en granit et grès.
- Le manoir du Bois-Roux de Saint-Marc-sur-Couesnon (XVe – XVIIIe siècle). II fut construit en schiste, granit et grès. Ce manoir n'a pas toujours eu le nom de “Bois-Roux”, il était appelé  autrefois le manoir du “Bois-Raoul”.
- Le château de Saint-Marc-sur-Couesnon est construit vers la fin du XVe siècle. Sa position géographique lui permet d'être à l'abri des dérives du Couesnon. Aujourd'hui il n'en reste plus rien.
- L'église de Saint-Marc-sur-Couesnon date de 1517 et est placée depuis la Révolution Française sous le patronage de Saint Marc l'évangéliste. Les matériaux proviennent de la région, du granit pour toutes les pierres de taille tandis que le remplissage est fait en schiste.
- La chapelle Saint Martin de Beaumont à Saint-Marc-sur-Couesnon, il s'agit d'un petit oratoire construit par Jean Cogé à la fin du XIXe siècle. Ce lieu de pèlerinage est très fréquenté pour demander la guérison des personnes qui ont des fièvres tremblantes.
- L'église Saint-Martin à Vendel (XVIe – XVIIIe – XIXe siècle) est construite par l'architecte Jourdin. On y retrouve du granit et du grès. Elle appartenait à l'abbaye Saint-Florent d'Anjou au XIe siècle et fut reconstruite au XVIe siècle où une chapelle y a été ajoutée. Son chœur a été reconstruit en 1776 puis une deuxième chapelle fut ajoutée à la structure en 1782. Si l'on en croit les inscriptions sur les linteaux, elle aurait également été reconstruite en 1840 et 1857.

La commune compte deux monuments historiques :
- Le château de la Dobiais, du XVIe siècle. Ses vestiges ont été inscrits par arrêté du 15 décembre 1926[32].
- L'église Saint-Martin de Vendel, construite entre le XIVe et le XIXe siècle. Elle a été inscrite par arrêté du 6 février 2013[33].